# Bactridium erythropterus
Bactridium erythropterus es una especie de coleóptero de la familia Monotomidae.

## Distribución geográfica
Habita en Pensilvania (Estados Unidos).